# François-Joseph Fétis
François-Joseph Fétis (Bergen, 25 maart 1784 - Brussel, 26 maart 1871) was een vooraanstaand Belgisch componist, muziekpedagoog, musicoloog, violist, klavecinist en muziekcriticus uit de negentiende eeuw.

## Levensloop
Fétis kreeg zijn eerste muzieklessen van zijn muzikale vader en leerde thuis klavecimbel en viool. Pas zeven jaar oud geeft hij klavecimbelrecitals en op negenjarige leeftijd treedt hij reeds solistisch op als violist. Pas dertien jaar oud vertolkt hij zijn eigen Concert, voor piano en orkest en twee jaar later schrijft hij een Symphonie concertante.
In 1800 gaat hij naar Parijs en studeert piano en harmonie aan het Conservatoire national supérieur de musique; een jaar later kreeg hij een eerste prijs voor harmonie en wordt er repetitor. Een van zijn leerlingen was Elizabeth Jeanne Broes. Fétis componeert veel en krijgt diverse belangrijke opdrachten in Frankrijk. In 1821 wordt hij professor in compositie aan zijn Alma Mater, het Conservatoire national supérieur de musique te Parijs.
Van 1827 tot 1833 redigeert hij helemaal alleen de Revue Musicale en ontpopt zich tot een gezaghebbend muziekcriticus.
Twee jaar na het ontstaan van de Belgische staat werd hij door de koning Leopold I van België naar Brussel geroepen om daar het conservatorium te leiden. In september 1833 organiseert en dirigeert hij het grote militaire muziekfestival op het Koningsplein; hij componeerde er diverse stukken en een Requiem voor.
Fétis besefte dat de harmoniemuziek in België een nationale instelling was en besloot er iets voor te doen. Hij organiseerde een groot harmonieconcert op 15 september 1834 in de Brusselse Kruidtuin. De Revue Musicale van 5 oktober 1834 geeft volgend verslag:

Tegen een de vleugels van het fraaie bouwwerk dat de serres van de Kruidtuin herbergt, was een orkest in de vorm van een amfitheater opgericht; een uitmuntende schikking, doordat de ramen die de serre afsluiten, een weerkaatsingsvlak vormden dat de klank ver liet dragen. Te midden planten in de tuinen, was een tweede orkest opgesteld om de echo-effekten te produceren in een door Fétis voor deze gelegenheid gecomponeerd stuk Echo. Het echostuk van de heer Fétis was een nieuwe idee en de uitvoering ervan was zeer moeilijk en enkel door goede muzikanten te spelen. Op hetzelfde ogenblik, op dezelfde plaats, moesten twee klankmassa's uit twee orkesten, op honderd passen van elkaar, samenvloeien. Om dit resultaat te bereiken hebben de twee dirigenten, Fétis voor het hoofdorkest en Snel voor de echo, zich beide erop moeten toeleggen de maat voor te zijn. Het effect was volledig geslaagd.
Het werk Echo en mi bémol majeur pour deux orchestres d'haromie werd geschreven voor twee harmonieorkesten met elk 3 klarinetten in Bes, 1 klein fluit in Es, 2 hoorns in Es, 2 fagotten en 1 ophicleïde. Onderaan de eerste bladzijde van het manuscript vraagt Fétis om elke partij eenmaal te kopiëren.
Het werk werd in 1833 gecomponeerd en was ook bedoeld om gespeeld te worden tijdens de septemberfeesten van 1833. Fétis staat vooral bekend als auteur van zijn Biographie Universelle des Musiciens en van belangrijke artikels en kritieken, naast diverse theoretische werken.
Het archief van Fétis bevindt zich in de Koninklijke Bibliotheek van België.
Fétis trouwde met Adélaïde Robert, de dochter van de in Brussel in ballingschap levende Franse revolutionairen François Robert en Louise de Kéralio. Zijn zoon, Édouard Fétis, werd bibliothecaris en conservator.

## Composities (uittreksel)

### Werken voor orkest

#### Symfonieën
- 1862 1e Symfonie in Es groot
- 1883 2e Symfonie in g klein

#### Concerten voor instrumenten en orkest
- 1865 Fantaisie symphonique, voor orgel en orkest
- 1869 Concert in b-klein, voor dwarsfluit en orkest

#### Andere werken voor orkest
- 1854 Concert-ouverture

### Werken voor harmonieorkest
- 1833 Echo en mi bémol majeur pour deux orchestres d'harmonie
- 1833 Fanfare in Es
- 1850 Messe de Requiem (zie Missen en gewijde muziek)
- Harmoniestukken voor acht blaasinstrumenten, opus 1

### Missen en gewijde muziek
- 1810 Mis voor vijf stemmen
- 1850 Messe de Requiem ter gelegenheid van de begrafenis van Koningin Louise-Marie, voor vocale solisten, gemengd koor, bugel of saxhoorn, 6 hoorns, 4 trompetten, 3 trombones, bas-tuba of bas-saxhoorn, bombardon of contrabas-saxhoorn, cello's, contrabas en timbales
- 1856 Te Deum voor de verjaardag van Koning Leopold I van België
- 1865 "Domine salvum fac regem nostrum" ter gelegenheid van de intronisatie van Koning Leopold II van België

### Muziektheater

#### Opera's
| Voltooid in | titel                   | aktes   | première                                  | libretto                                            |
| ----------- | ----------------------- | ------- | ----------------------------------------- | --------------------------------------------------- |
| 1820        | L'Amant et le mari      | 2 aktes | 8 juni 1820, Parijs, Théâtre Feydeau      | Charles Guillaume Etienne en Jean-François Roger    |
| 1823        | Les Sœurs jumelles      | 1 akte  | 5 juli 1823, Parijs, Théâtre Feydeau      | François Antoine Eugène de Planard                  |
| 1823        | Marie Stuart en Ecosse  | 3 aktes | 30 augustus 1823, Parijs, Théâtre Feydeau | François Antoine Eugène de Planard                  |
| 1824        | Phidias                 | 2 aktes | 1824, Parijs                              |                                                     |
| 1825        | Le Bourgeois de Reims   | 1 akte  | 7 juni 1825, Parijs, Théâtre Feydeau      | Jules Henri Vernoy de Saint-Georges en C. Ménissier |
| 1826        | Lavieille               | 1 akte  | 14 maart 1826, Parijs, Opéra-Comique      |                                                     |
| 1832        | Le Mannequin de Bergame | 1 akte  | 1 maart 1832, Parijs, Théâtre Ventadour   | François Antoine Eugène de Planard en Paul Duport   |

### Kamermuziek
- Grand Duo, voor viool en piano
- Sextet, voor strijkkwartet en piano vierhandig
- Zes walsen, voor twee klarinetten, twee hoorns en twee fagotten

## Publicaties
- Biographie Universelle des Musiciens et bibliographie générale de la musique, Paris: Firmin-Didot et Cie., 1881-89, 8 vols. Supplement et complement. 2 vols. ISBN 2-84575-049-8; heruitgave 2006, Adamat Media Corporation, ISBN 0-543-98534-2 (paperback); ISBN 0-543-98533-4 (hardcover)
- Galerie des musiciens célèbres, compositeurs, chanteurs et instrumentistes, contenant leurs portraits lithographiés par les meilleurs artistes, des fac-similés, et leurs notices biographiques, Paris
- La musique mise a la portee de tour le monde, London: Clarke 1844 - Chifden: Boethius 1985. XV, 300 S.
- Histoire générale de la musique ..., 5 vols., 1869‒1876
- Manuel des compositeurs, directeurs de musique, chefs d'orchestre et de musique militaire, ou Traité méthodique de l'harmonie, des instrumens, des voix et de tout ce qui est relatif à la composition, à la direction et à l'exécution de la musique, Paris
- Manuel des principes de musique, à l'usage des professeurs et des élèves de toutes les écoles de musique, particulièrement des écoles primaires, (2. uitg.), Paris, M. Schlesinger
- Traité de l'accompagnement de la partition sur le piano ou l'orgue, Paris, Pleyel
- Curiosités historiques de la musique, complément nécessaire de La Musique mise à la portée de tout le monde, Paris, Janet & Cotelle, 1830.
- Méthode des méthodes de piano, ou Traité de l'art de jouer de cet instrument basé sur l'analyse des meilleurs ouvrages qui ont été faits à ce sujet, samen met Ignaz Moscheles: Paris, M. Schlesinger, 1840.
- Mèmoire sur l'Harmonie Simultanée des Sons Chez les Grecs et les Romains, Paris, Chez Aubri, 1859.
- Esquisse de l'histoire de l'harmonie consideree comme art et comme science systematique, Paris, Bourgogne et Martinet, 1840.
- Traité du contrepoint et de la fugue contenant l'exposé analytique des règles de la composition musicale depuis deux jusqu'à huit parties réelles,..., Paris, Charles Michel Ozi et Cie, 1825[1]
- Traité complet de la théorie et de la pratique de l'harmonie, Paris, Schlesinger, 1844.